# المنطقة الغربية (العراق)
المنطقة الغربية في العراق: هي المنطقة الواقعة غرب نهر الفرات، تحديدًا في محافظة الأنبار، حيث تمتد إلى صحراء سوريا والأردن، وهي منطقة جافة في معظم فصول السنة ويسكنها البدو وفيها الكثير من الوديان والتي يصل طول بعضها إلى 400 كم.

## السياحة

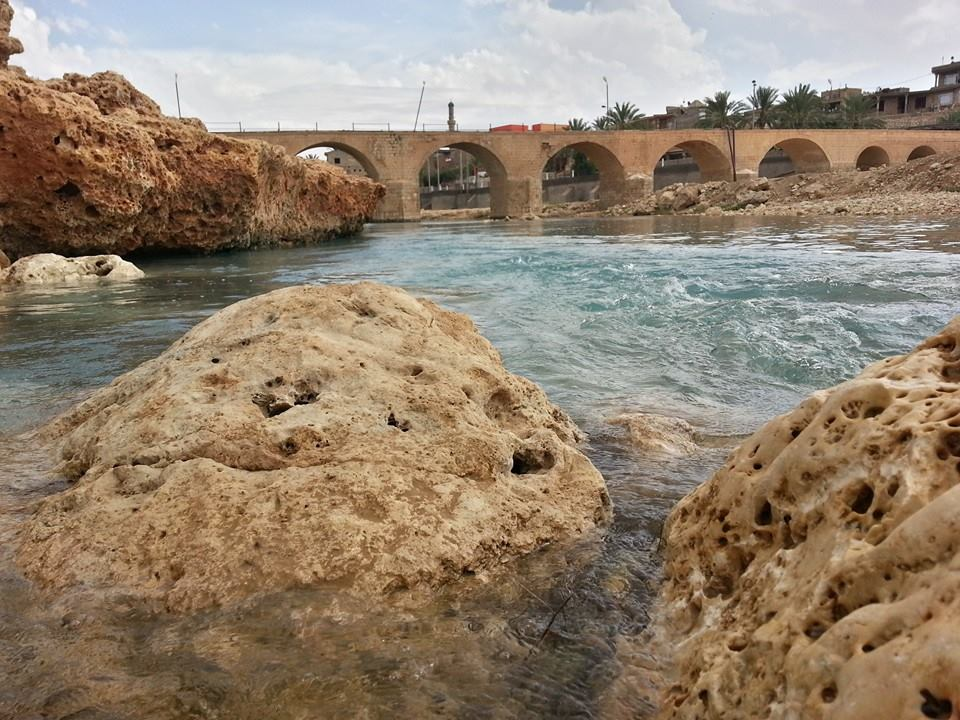
عيون وادي حجلان في الحقلانية

تحتوي على العديد الأماكن السياحية أشهرها البحيرات : بحيرة الحبانية وبحيرة الثرثار وبحيرة القادسية وبحيرة الرزازة وبحيرة عانة، والينابيع الكبريتية الطبيعية في وادي حجلان في حديثة والتي تستخدم للعلاج والسياحة.
ومن المواقع الأثرية النواعير التاريخية ومنارة عانة والمساجد القديمة، وفي ناحية البغدادي وجدت كهوف تعود لعصور قديمة، وتحتوي على جزر بنهر الفرات مثل جزيرة آلوس وجزيرة جبة وجزيرة الباد في قضاء حديثة.

## الجغرافيا

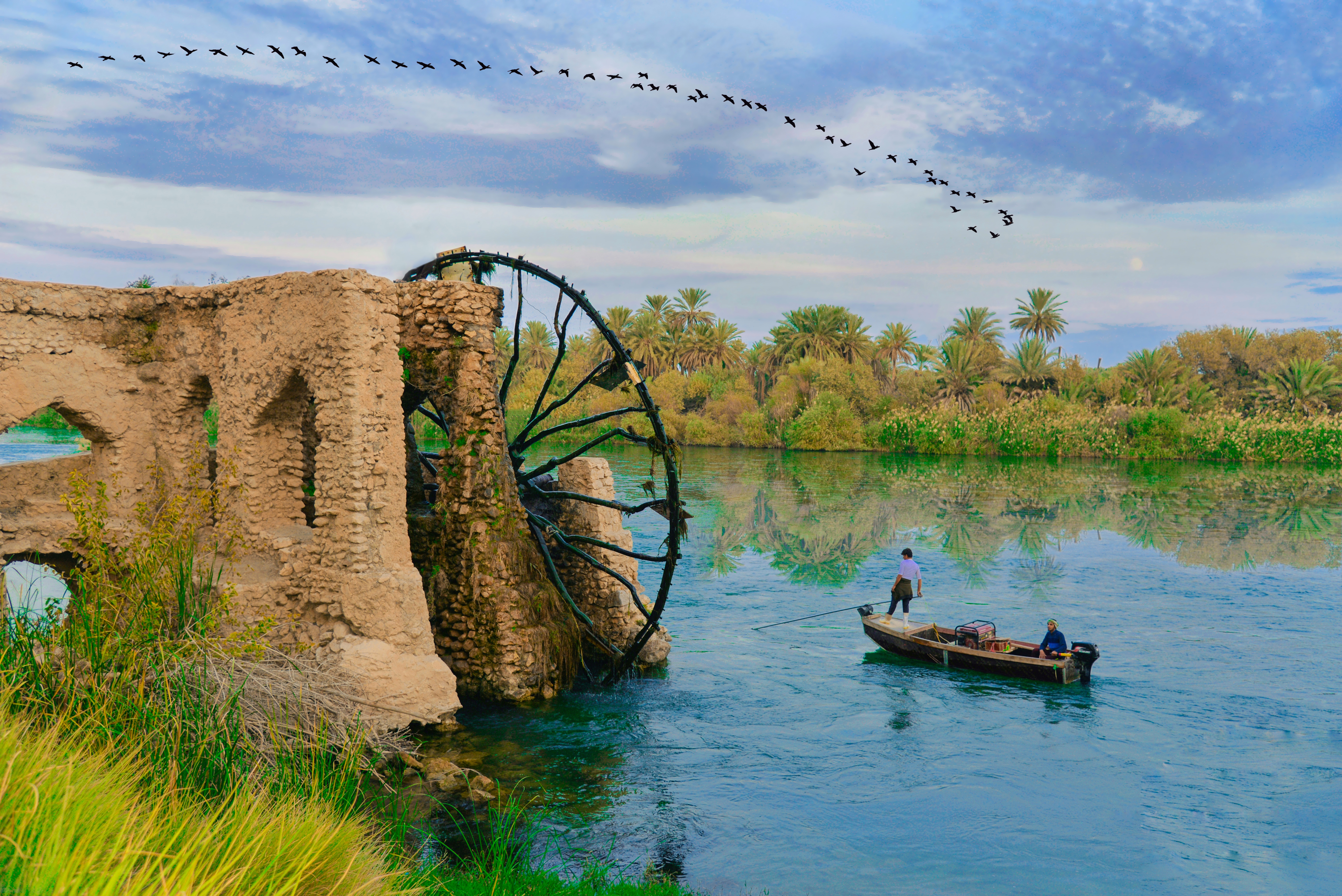
نواعير قضاء حديثة على الفرات

تمتد الصحراء الغربية على مساحة شاسعة تقارب 23% من مجموع مساحة العراق،  سطحها متموج تظهر عليه بعض التلال الصغيرة وعدد كبير من الوديان مثل وادي حوران ونظراً لانحدار أراضيها وفقر نباتها الطبيعي فهي معرضة للتعرية الشديدة. يقطع نهر الفرات طريقه في الهضبة الغربية والتي تنحدر صخورها تدريجياً، وفي بعض المناطق يكون مجرى نهر الفرات وعراً ولذا تظهر الصخور الكلسية والجبسية على طريق النهر. وتشكل الأمطار الساقطة في الشتاء في بعض الأحيان فياضانات تهدد البدو الساكنين فيها.

## المناخ
تتميز بمناخها شبه الصحراوي وقلة سقوط الأمطار والتباين الكبير بين حرارتي الليل والنهار وانخفاض الرطوبة. ترتفع الحرارة فيها صيفاً إلى 52 درجة مئوية، وتنخفض شتاءً فتصل إلى 9 درجة مئوية. الرياح فيها شمالية غربية وجنوبية غربية أحياناً تبلغ أقصى سرعة لها 21 م/ثانية. يبلغ معدل سقوط الأمطار شتاءً إلى 115 ملم.

## المدن

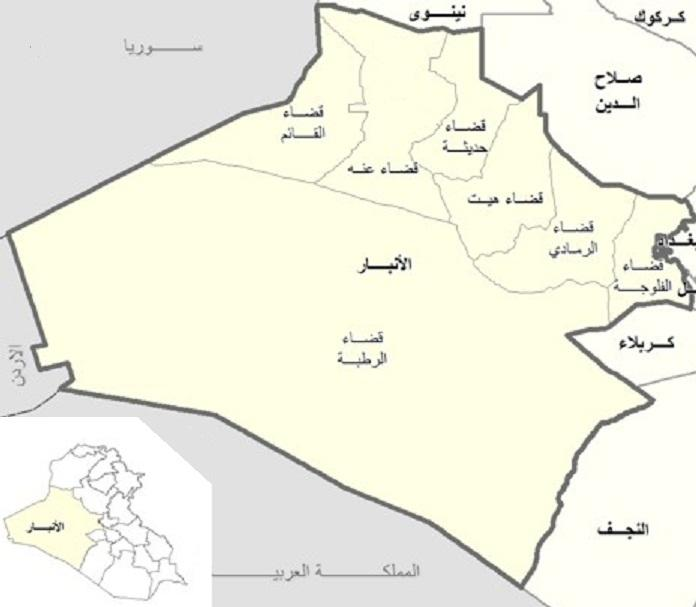
التقسيمات الإدارية لمحافظة الأنبار

تنقسم المنطقة الغربية الى خمس مناطق إدارية هي:
- قضاء القائم
- قضاء عانة
- قضاء حديثة
- قضاء هيت
- قضاء راوة
- قضاء الرطبة

## الموارد الطبيعية
المنطقة الغربية في العراق تملك ثاني احتياطي في العالم للمعادن، وبحسب الشركة العامّة للفوسفات العراقية التابعة لوزارة الصناعة، فإن المسوحات كشفت عن توافر احتياطيات هائلة ومؤكدة من الفوسفات تبلغ بحدود ملياري طن مؤكدة وغير مستثمرة، مع وجود كميات غير مؤكدة تتجاوز سبعة مليارات طن. وتشير التقارير الدولية إلى ان العراق يتصدر الاحتياطي الأول في العالم من الكبريت الحر والثاني بعد المغرب من الفوسفات فضلا عن احتياطات هائلة من رمال السيليكا واطيان السيراميك والمواد الأولية الصالحة لصناعة الأسمنت ومواد البناء الاخرى . تحتوي الصحراء الغربية على احتياطي كبير من الغاز الطبيعي.

## أهم المشاريع
1. سد حديثة ومحطة حديثة الكهرومائية
2. مشروع ديزلات حديثة
3. معمل الزجاج والسيراميك
4. معامل الإسمنت
5. تصدير الغاز من حقل عكاس في القائم
6. تصدير النفط من حقول عكاشات في القائم
7. الشركة العامة للفوسفات في القائم

## النزوح
عانت هذه المناطق من النزوح كباقي مناطق محافظة الأنبار في عام 2014 عندما سيطرت عليها داعش، حيث قامت بعد ذلك القوات المسلحة العراقية وهيئة الحشد الشعبي بتحرير تلك المناطق وتجهيز ممرات آمنة لعودة العوائل لمناطق سكناهم.